# Anton Neumann
Anton Neumann, také Neümann, či Neymon, uváděný též pod křestním jménem Johann Heinrich (7. března 1721 Horní Řasnice – 20. listopadu 1776), byl český hudební skladatel, houslista a kapelník z německého jazykového prostředí. Za svého života byl významnou osobností, o čemž svědčí mimo jiné nemalé množství originálních skladeb dochovaných v evropských hudebních sbírkách.

## Jméno
Skladatel je v pramenech a literatuře tradován pod křestním jménem Anton. Dirigent a hudební historik Marek Čermák však v roce 2019 na základě studia primárních zdrojů a dobových dokumentů u Neumanna prokázal změnu rodného jména Johann Heinrich na Anton, ke které dotyčný přistoupil v letech 1744–1753. Důvod ani přesné období změny však nejsou známy. Prokázání totožné identity skladatele Antona Neumanna a brněnského věžného tovaryše Johanna Heinricha Neumanna přispělo velkou měrou k určení data a místa narození skladatele, které bylo do roku 2019 uváděno nepřesně (1720–1730) nebo naprosto mylně (1740).

## Život
Anton Neumann se narodil v Horní Řasnici (do r. 1949 Bernsdorf), pokřtěn byl 7. března 1721. Vzdělání získal pravděpodobně díky brněnským augustiniánům, přičemž po studiích působil nejpozději od roku 1738 jako brněnský věžný tovaryš. Před 12. 9. 1743 však dosáhl vzdělání věžného, neboť je v brněnské křestní matrice titulován jako měšťan a věžný. V rozmezí let 1744–1754 nemáme o Neumannovi žádné další zprávy. Jediným dokladem činnosti skladatele v tomto období je Mše C dur ve sbírce benediktínského kláštera v Lambachu (sign. M 251) s datováním provedení 15. 8. 1753. Roku 1755 zastával Neumann funkci komořího barona Karla Traugotta Skrbenského z Hříště v Hošťálkovech, kde byl pravděpodobně kapelníkem zámeckého hudebního souboru. V roce 1758 zastával místo věžného v Uničově. Lze předpokládat, že odešel studovat do některého z významných hudebních center, protože v roce 1759 se s ním setkáváme v Kroměříži jako se zkušeným kapelníkem a výborným skladatelem. Není vyloučeno, že studoval nebo působil ve Vídni, protože jako ředitel kroměřížské kapely olomouckého biskupa hraběte Leopolda II. Fridricha z Egkhu a Hungersbachu zajišťoval od roku 1759 nejmodernější repertoár a hudební nástroje právě ve hlavním městě monarchie. V Kroměříži setrval Neumann minimálně do roku 1763, a to ve funkci kapelníka dalšího olomouckého biskupa hraběte Maxmiliána z Hamiltonu (od roku 1761). Významnou událostí pro skladatele byly oslavy provázející korunovaci Josefa II. na císaře Svaté říše římské národa německého ve Frankfurtu nad Mohanem v dubnu 1764, kde vystupoval jako houslový virtuóz s císařsko-královskou dvorní kapelou. Nejdříve od poloviny roku 1763 nastoupil Neumann místo kapelníka u krakovského arcibiskupa Kajetana Sołtyka, kde působil do konce roku 1765. V rozmezí let 1766 až 1768 zastával místo skladatele a hudebníka na dvoře biskupa hraběte Ferdinanda von Hallweil ve Wiener Neustadt. V rámci tohoto období hostoval u knížete Mikuláše I. Esterházyho de Galántha v Eisenstadtu, kde jako interpret a skladatel spolupracoval s Josephem Haydnem. Pro knížete komponoval divertimenta a dueta pro baryton. Od 1. 4.  do 30. 6. 1769 zastával místo olomouckého věžného, které získal na základě úspěšně složeného konkurzu a schválení městskou radou 11. 3. Konkurz byl vyhlášen na základě propuštění předchozího věžného Antonína Pivoňky pro společenský přestupek a rozvod manželství. Po úmrtí kapelníka olomoucké katedrály Josefa Antonína Gureckého se přihlásil na jeho místo, které 10. 4. 1769 úspěšně získal a nastoupil od 1. 7. 1769. Místo bylo nejen vysoce prestižní, ale zpravidla doživotně perspektivní, protože zaměstnavatelem byla kapitula. Na základě Neumannova předčasného odstoupení postu věžného však musel za sebe sehnat plnohodnou náhradu. Proto oslovil virtuózního trombónistu, dvorního arcibiskupského komorního hudebníka ze Salzburgu Thomase Gschladta (1721–1806), který nastoupil místo po Neumannovi od 1. 7. 1769. Ve své nové funkci v katedrále začal Neumann sebevědomě zavádět moderní hudební reformy. Rozšířil instrumentální obsazení na kůru katedrály, pořídil nové nástroje a prosadil nekompromisní a precizní styl zkoušení s tvrdou disciplínou. Přes nemalý odpor podřízených své umělecké záměry vždy spolehlivě prosadil, neboť měl plné zastání zaměstnavatele. Ze vzájemné korespondence Neumanna s kapitulou vyplývá obrovský respekt nadřízených vůči sebevědomému umělci, který hodlal povýšit hudbu v olomoucké katedrále na „tu nejlepší v zemi“. V rámci tohoto záměru dokonce kapitula na apel Neumanna rozvázala pracovní poměr s městským hudebním institutem (olomouckým věžným) a poskytla skladateli prostředky i možnost samostatné volby při výběru hudebníků. Tento revoluční počin nemá v evropské hudební historii obdoby a prokazuje fakt, že zaměstnavatel neměl o kvalitách, proslulosti a zkušenostech svého kapelníka pochyb. Skladatel byl kvůli disciplíně a vysokým nárokům dokonce nucen v květnu 1772 požádat kapitulu o sjednání kázně s podřízenými choralisty a varhaníkem. Roku 1773 musel Neumann jako kapelník čelit pomluvám ohledně zanedbávání péče o diskantisty, kteří bydleli v jeho rezidenci. Díky revizi tohoto problému ve prospěch Neumanna scholastikem hrabětem Amandem Althannem máme dochován detailní časový rozvrh diskantistů sepsaný přímo Neumannem. 20. listopadu 1776 skladatel umírá po dlouhé a finančně nákladné nemoci. Olomoucká kapitula chovala k umění a odkazu skladatele vysokou úctu i po jeho smrti. Tento respekt nám dokládá do té doby nezvyklé hmotné i právní zajištění poskytnuté mladé vdově po skladateli, Julianě.

## Dílo
Neumannův skladatelský význam spočívá v kráse, jedinečnosti a také množství jeho dochované tvorby vykazující z nemalé části rysy bouřlivého stylu, dnes často nazývaného Sturm und Drang.
Skladatel má vysoce expresivní vyjadřovací styl založený na příkře se střídajících afektech. Neumann využívá výrazové efekty vypjaté harmonie, kontrastní dynamiku, barvy nástrojů, které působivě využívá mnohdy sólovým způsobem. Interpret jeho hudby je do značné míry odkázán na využití intenzivní agogiky.
Do dnešní doby bylo objeveno přes 200 dochovaných děl v rámci sbírek v Rakousku, Česku, Polsku, Maďarsku, Německu, Slovensku, Itálii, Francii, Švýcarsku, Chorvatsku, Švédsku. Penzum skladatelského fondu tvoří 32 symfonií (historické doklady dokonce prokazují vznik 81 symfonií), desítky trií, kvartet, divertiment (významný je cyklus 24 barytonových divertiment pro knížete Mikuláše I. Josefa Esterházyho z Galanty), dechové harmonie, instrumentální koncerty, mše, rekviem, Te Deum, Salve Regina, nešpory, pastorely, množství propriální hudby, oratorium a opera. Tvorba A. Neumanna vykazuje značně individuální rysy, díky jejichž specifitě je možné definovat autorství také u materiálů, kde nemáme uvedeno křestní jméno. Autor za svého života dokonce publikoval skladby u známých vydavatelů (Breitkopf v Lipsku, Ringmacher v Berlíně, Marescalchi v Benátkách).